# ロペス・オープニング
ロペス・オープニング （またはマクラウド・アタック）はチェスのオープニングである。 
1. e4 e5
2. c3
ロペス・オープニングは、19世紀のスコットランド系カナダ人のチェスマスターであるニコラス・マクラウドがよく指したが、その他にはトーナメントレベルの対局でほとんど見られなかった。 

## 説明
白の2手目は次にポーンをd4に進めて強固なセンターを確立しようとするものである。 ロペス・オープニングはスコッチゲームのポンツィアーニオープニングやゲーリングギャンビットへと移行することも多い。  
しかしエリック・シラーは著書 'Unorthodox Chess Openings' の中で、展開が遅すぎると述べている。つまり黒は積極的に2...d5とすることで他のオープニングへの移行の可能性を消し、後手番としての問題を完全に解決することができる。1.e4 e5 2.c3 d5! 3.exd5 Qxd5と進んだ時、4.Nc3 とクイーンに当てて手得しながら展開する手がないからである。 

## 関連記事
- ルイ・ロペス —有名なオープニングの一つ。